# Naples Park
Naples Park est une census-designated place située dans le comté de Collier, dans l’État de Floride, aux États-Unis.

## Démographie
| 1970  | 1980  | 1990  | 2000  | 2010  | - |
| ----- | ----- | ----- | ----- | ----- | - |
| 3 201 | 5 438 | 8 002 | 6 741 | 5 967 | - |

Lors du recensement de 2010, elle comptait 5 967 habitants. Naples Park n'est pas incorporée.